# Nowy cmentarz żydowski w Tarnobrzegu
Nowy Cmentarz żydowski w Tarnobrzegu – został założony w 1930 roku. Podczas II wojny światowej Niemcy zdewastowali cmentarz. Na powierzchni 0,8 ha zachowały się zaledwie 4 nagrobki. Teren jest uporządkowany i ogrodzony.